# Sæby
Sæby é um município da Dinamarca, localizado na região norte, no condado de Nordjutlândia.
O município tem uma área de 326 km² e uma população de 17 969 habitantes, segundo o censo de 2004.